# كليف رايت
كليف رايت (بالإنجليزية: Cliff Wright)‏ (18 أكتوبر 1944 في المملكة المتحدة - ) هو لاعب كرة قدم بريطاني في مركز الوسط. لعب مع نادي ميدلزبره ونادي هارتلبول يونايتد ونادي بوسطن يونايتد ودارلينجتون إف سى.